# Dendrobium kruiense
Dendrobium kruiense är en orkidéart som beskrevs av Johannes Jacobus Smith. Dendrobium kruiense ingår i släktet Dendrobium, och familjen orkidéer.
Artens utbredningsområde är Sumatera. Inga underarter finns listade i Catalogue of Life.